# Hubert d’Ornano

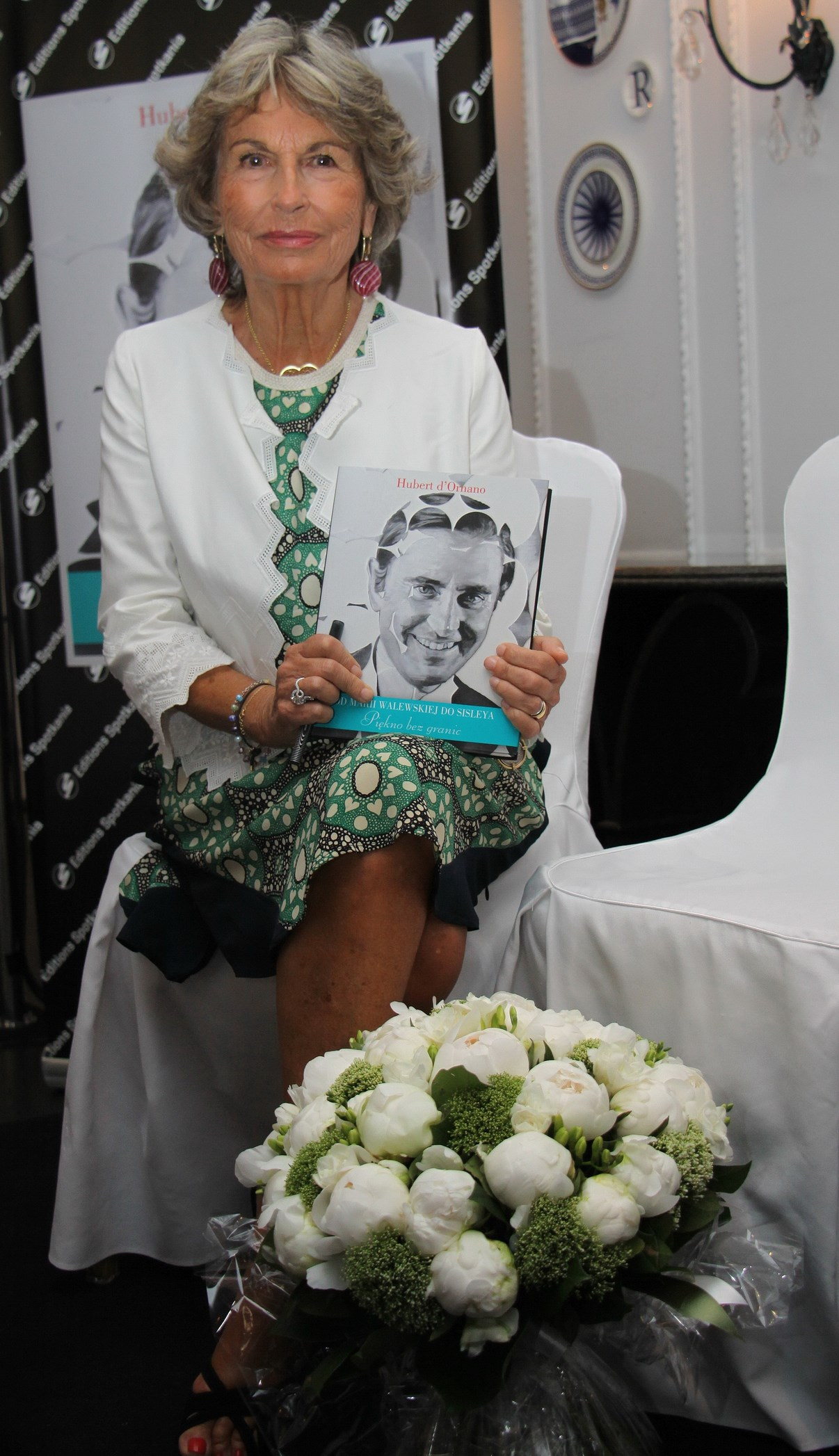
Izabela Potocka podczas premiery książki Huberta d’Ornano w Warszawie

Hubert d’Ornano (ur. 31 marca 1926, Mełgiew, zm. 25 września 2015, Francja) – francuski hrabia i przemysłowiec z branży kosmetycznej.
Syn hrabiego Wilhelma (Guillaume), w latach międzywojennych konsula francuskiego w Warszawie, i Elżbiety z Michalskich, był bratem polityka Michela d’Ornano, potomkiem Bonapartów, praprawnukiem marszałka Francji Filipa Antoniego d’Ornano i Marii Walewskiej.
Studiował w Szkole im. św. Marcina w Pontoise i na Wydziale Prawa paryskiej Sorbony. W roku 1946 założył wraz z ojcem i bratem Michałem wytwórnię kosmetyków „Jean d’Albret-Orlane”, i był w latach 1971–1974 jej prezesem i dyrektorem generalnym. Te same funkcje pełnił w tych latach w firmie Jean-Louis Scherrer SA.
6 lipca 1963 w Deauville, Hubert d’Ornano ożenił się z Izabelą z hr. Potockich (ur. 16 lipca 1937 w Warszawie), córką hr. Józefa Potockiego i ks. Krystyny Radziwiłłównej (córki Janusza Radziwiłła). Mieli pięcioro dzieci: Philippe (ur. 1964), Marc (1966–1986), Elisabeth (ur. 1968), Marie-Leaetitia (1970–2013) i Christine (ur. 1973).
W roku 1975 małżonkowie Hubert i Izabela d’Ornano założyli własną fabrykę ekskluzywnych kosmetyków pod nazwą Sisley SA, zatrudniającą 3000 osób, której najbardziej znanym produktem jest Eau du Soir (projekt flakonu dla tej wody pochodzi od polskiego rzeźbiarza Bronisława Krzysztofa).
Małżonkowie d’Ornano uważani byli za wielkich mecenasów polskiej kultury i sztuki w Paryżu.